# Copa de Europa de baloncesto 1974-75
La decimoctava edición de la Copa de Europa de Baloncesto fue ganada por el equipo italiano del Ignis Varese, que lograba así su cuarto título, derrotando en la final al vigente campeón, el Real Madrid español, repitiéndose la final del año anterior. Esta se disputó en Amberes, y el conjunto italiano contó con la baja de uno de sus mejores hombres, Dino Meneghin, que se había fracturado la muñeca una semana antes. A pesar de eso, el equipo dirigido por Sandro Gamba fue netamente superior.

## Primera ronda
| Equipo 1         | Agr.    | Equipo 2                | Ida    | Vuelta |
| ---------------- | ------- | ----------------------- | ------ | ------ |
| Alvik            | 184-172 | Csepel                  | 91–70  | 93–102 |
| Honka Playboys   | 150-152 | Hagen                   | 84–79  | 66–73  |
| Fribourg Olympic | 154-168 | Panathinaikos           | 76–89  | 78–99  |
| Sparta Bertrange | 159-193 | Partizani Tirana        | 89–103 | 70–90  |
| Transol RZ       | 194-120 | Sutton & Crystal Palace | 107–55 | 87–65  |

## Segunda ronda
| Equipo 1         | Agr.    | Equipo 2         | Ida    | Vuelta |
| ---------------- | ------- | ---------------- | ------ | ------ |
| Wisła Kraków     | 173-180 | Alvik            | 94–87  | 79–93  |
| Hagen            | 168-184 | Maes Pils        | 85–81  | 83–103 |
| Panathinaikos    | 156-203 | Maccabi Elite    | 76–90  | 80–113 |
| Partizani Tirana | 0-4*    | Balkan Botevgrad | 0–2    | 0–2    |
| Transol RZ       | 185-141 | Muhafızgücü      | 96–65  | 89–76  |
| Slavia VŠ Praha  | 201-155 | Al-Zamalek       | 110–65 | 91–90  |
| Sefra Wien       | 254-112 | KR               | 132–34 | 122–78 |

*El Partizani Tirana se retiró antes del partido de ida, por lo que el Balkan Botevgrad fue dado como ganador de la eliminatoria.
Clasificados automáticamente para la fase de grupos
- Real Madrid (defensor del título)
- Ignis Varese
- Berck
- Zadar
- CSKA Moscú

## Fase de grupos de cuartos de final
Los cuartos de final se jugaron con un sistema de todos contra todos, en el que cada serie de dos partidos ida y vuelta se consideraba como un solo partido para la clasificación.
|  | Los dos primeros acceden a semifinales |

|    | Equipo           | Par. | Pts. | G | P | PF  | PC  | PD   |
| -- | ---------------- | ---- | ---- | - | - | --- | --- | ---- |
| 1. | Ignis Varese     | 5    | 10   | 5 | 0 | 990 | 789 | +121 |
| 2. | Zadar            | 5    | 9    | 4 | 1 | 909 | 819 | +90  |
| 3. | Maes Pils        | 5    | 8    | 3 | 2 | 895 | 879 | +16  |
| 4. | Sefra Wien       | 5    | 7    | 2 | 3 | 803 | 863 | -60  |
| 5. | Balkan Botevgrad | 5    | 6    | 1 | 4 | 746 | 889 | -143 |
| 6. | Slavia VŠ Praha  | 5    | 5    | 0 | 5 | 771 | 875 | -104 |

|    | Equipo        | Par. | Pts. | G | P | PF  | PC  | PD   |
| -- | ------------- | ---- | ---- | - | - | --- | --- | ---- |
| 1. | Real Madrid   | 4    | 8    | 4 | 0 | 833 | 649 | +184 |
| 2. | Berck         | 4    | 6    | 2 | 2 | 708 | 723 | -15  |
| 3. | Maccabi Elite | 4    | 6    | 2 | 2 | 748 | 734 | +14  |
| 4. | Transol RZ    | 4    | 6    | 2 | 2 | 697 | 706 | -9   |
| 5. | Alvik         | 4    | 4    | 0 | 4 | 609 | 783 | -174 |
| 6. | CSKA Moscú*   | 0    | 0    | 0 | 0 | 0   | 0   | 0    |

*CSKA Moscú se retiró antes del comienzo de la fase de grupos por motivos políticos. A consecuencia de ello, todos los partidos programados del equipo soviético les fueron dados por perdidos (2–0), aunque no contabilizaron en la clasificación final.

## Semifinales
| Equipo 1    | Agr.    | Equipo 2     | Ida    | Vuelta  |
| ----------- | ------- | ------------ | ------ | ------- |
| Real Madrid | 239–199 | Zadar        | 109–82 | 130–117 |
| Berck       | 164–184 | Ignis Varese | 85–86  | 79–98   |

## Final
| 10 de abril de 1975 | Real Madrid                                      | 66–79           | Ignis Varese                             | |  |
|                     | Parciales: 38-35, 28–44                          |                 |                                          | |  |
|                     | Estadísticas Wayne Brabender 21 Rafael Rullán 10 | Reporte Pts Reb | Estadísticas 29 Bob Morse 15 Ivan Bisson | Pabellón: Sporthal Arena, Amberes Asistencia: 5.000 espectadores Árbitros: Milan Jahoda (CHE), Willie Bestgen (RFA) |  |

| Campeón de la Copa de Europa 1974–75 |
| ------------------------------------ |
| Ignis Varese 4º título               |